# Пономарчук, Степан Ефремович
Степан Ефремович Пономарчук (1913—1998) — советский военный лётчик. Участник Советско-финской, Великой Отечественной и Советско-японской войн. Герой Советского Союза (1940). Полковник.

## Биография
Степан Ефремович Пономарчук родился 26 марта (13 марта — по старому стилю) 1913 года в уездном городе Гайсине Подольской губернии Российской империи (ныне город, административный центр Гайсинского района Винницкой области Украины) в семье рабочего. Украинец. Окончил семь классов школы и школу фабрично-заводского ученичества. До призыва на военную службу работал токарем на Гайсинском консервном заводе.
В ряды Рабоче-крестьянской Красной Армии С. Е. Пономарчук был призван в 1934 году. Служил в Приволжском военном округе, откуда по спецнабору Сталинградского обкома ВКП(б) был направлен в 7-ю военную школу лётчиков имени Сталинградского Краснознаменного пролетариата, по окончании которой в 1937 году служил в 54-й авиационной бригаде. С ноября 1939 года старший политрук С. Е. Пономарчук занимал должность военного комиссара 5-й истребительной авиационной эскадрильи 5-го смешанного авиационного полка ВВС 14-й армии Ленинградского военного округа. Перед началом Советско-финской войны полк дислоцировался под Мурманском.
В боях с финскими войсками старший политрук С. Е. Пономарчук участвовал с первых дней войны. Воевал на истребителе И-15. В морозные декабрьские дни 1939 года лётчики 5-й истребительной эскадрильи 5-го смешанного авиационного полка совершали боевые вылеты на сопровождение бомбардировщиков полка и штурмовку войск противника в районах Петсамо и Науци (Наутси) на самолётах, неприспособленных для ведения боевых действий в северных широтах. К январю 1940 года Степан Ефремович в сложнейших метеоусловиях совершил 10 боевых вылетов, продемонстрировав личное мужество, а также личным примером вдохновляя лётный состав эскадрильи на выполнение поставленных боевых задач. Так, 18 декабря 1939 года, выполняя задачу по разведке дорог, лётчики эскадрильи обнаружили в районе Наутси колонну войск противника. Военком С. Е. Пономарчук первым бросил свой самолёт в пике и с высоты 50-ти метров расстрелял финские грузовики. После того, как командир эскадрильи принял решение в одиночку продолжить авиаразведку, Степан Ефремович взял командование эскадрильей на себя. Совершив 6 атак, эскадрилья практически уничтожила вражескую колонну. 19 декабря 1939 года 5-я эскадрилья осуществляла прикрытие наземных войск, ведущих наступление на петсамском направлении. Во время штурмовки С. Е. Пономарчук уничтожил две пулемётные точки противника. Заметив финское зенитное орудие, ведущее огонь по советским самолётам, Степан Ефремович спикировал до высоты 25 метров и точным огнём уничтожил его. 21 декабря 1939 года звено эскадрильи, ведомое военкомом Пономарчуком, сопровождало группу бомбардировщиков своего полка. В районе Виртаниеми бомбардировщики подверглись обстрелу из зенитного пулемёта, установленного на автомашине. Снизившись до бреющего полёта, Степан Ефремович со своим звеном под сильным ружейно-пулемётным огнём атаковал движущуюся цель и уничтожил её.
Характеризуя старшего политрука С. Е. Пономарчука, командир 5-го отдельного скоростного бомбардировочного полка майор Н. Г. Серебряков писал:

Старший политрук Пономарчук пользуется высоким боевым авторитетом и не только в своей эскадрилье, но и среди всего личного состава полка. Во всех своих боевых вылетах он проявил высокое лётное мастерство и героизм— ЦАМО, ф. 33, on. 793756, д. 38, л. 151, 152. 92.
Герой Советского Союза командующий ВВС 14-й армии полковник Т. Т. Хрюкин добавил:

Бесстрашный воздушный боец. Достоин высшей награды Правительства СССР — звания Героя Советского Союза— ЦАМО, ф. 33, on. 793756, д. 38, л. 151, 152. 92.
За образцовое выполнение боевых заданий командования на фронте борьбы с финской белогвардейщиной старшему политруку Пономарчуку Степану Ефремовичу указом Президиума Верховного Совета СССР от 5 февраля 1940 года было присвоено звание Героя Советского Союза.
Начало Великой Отечественной войны застало С. Е. Пономарчука на аэродроме Зайцево в должности военного комиссара 154-го истребительного авиационного полка 39-й истребительной авиационной дивизии Ленинградского военного округа. В боях с немецко-фашистскими захватчиками Степан Ефремович участвовал с 22 июня 1941 года. За годы войны он воевал на самолётах И-16, И-153, Р-40 «Томахаук» и P-40E «Киттихаук». В июне 1941 года на Северном фронте участвовал в боях на реке Великая, затем на подступах к городу Ленинграду. С августа 1941 года дивизия, в которой служил С. Е. Пономарчук, действовала на Ленинградском фронте. С ноября 1941 года полки дивизии участвовали в сопровождении транспортных самолётов в блокадный Ленинград, прикрытии войск 54-й армии, охраняли железнодорожный узел Волховстроя и мосты через реку Волхов. В марте 1942 года батальонный комиссар С. Е. Пономарчук был переведён на должность штурмана 158-го истребительного авиационного полка ПВО 7-го истребительного авиационного корпуса ПВО ВВС Ленинградского фронта. Во время блокады Ленинграда Степан Ефремович участвовал в прикрытии дороги жизни — транспортной магистрали, связывающей блокадный Ленинград с «большой землёй». 28 мая 1942 года, патрулируя акваторию Ладожского озера, он вступил в неравный бой с немецкими истребителями и одержал победу, сбив 1 Ме-109. Большое внимание С. Е. Пономарчук уделял обучению лётного состава. За время его работы в должности штурмана полка в полку не было ни одного случая потери ориентировки. Как батальонный комиссар Степан Ефремович проводил большую партийно-политическую работу, направленную на повышение боеготовности полка, идейно-политического уровня его лётчиков, укрепление воинской дисциплины, воспитание у личного состава чувства патриотизма.
В связи с предстоявшим введением в Красной Армии единоначалия и упразднением института военных комиссаров С. Е. Пономарчуку в сентябре 1942 года было присвоено звание майора, и вместе с тем он был назначен командиром 158-го истребительного авиационного полка ПВО. В январе 1943 года полк под его командованием участвовал в операции «Искра», в ходе которой была прорвана блокада Ленинграда. Всего к марту 1943 года полк майора Пономарчука совершил 629 боевых самолёто-вылетов, провёл 24 групповых воздушных боя, в которых было сбито 13 самолётов противника (12 Ме-109 и 1 Ю-88). Майор Пономарчук к этому времени совершил на фронтах Великой Отечественной войны 124 боевых вылета. Приказом НКО СССР № 255 от 07 июля 1943 года за образцовое выполнение боевых заданий командования 158-й истребительный авиационный полк ПВО был преобразован в 103-й гвардейский в составе 2-го гвардейского истребительного корпуса ПВО. До апреля 1944 года полк продолжал защищать небо Ленинграда от налётов вражеской авиации под руководством С. Е. Пономарчука. В апреле 1944 года Степану Ефремовичу было поручено формирование 400-го истребительного авиационного полка ПВО. За короткое время майор С. Е. Пономарчук проделал огромную работу по укомплектованию полка и обучению его лётного состава тактике ведения воздушного боя. Лётчики полка произвели 578 учебных вылетов, из которых 73 под непосредственным руководством командира полка. К лету 1944 года Степан Ефремович подготовил к боевой работе 26 молодых лётчиков. В июне — июле 1944 года 400-й истребительный авиационный полк ПВО 2-го гвардейского истребительного авиационного корпуса ПВО Ленинградской армии ПВО в рамках Выборгской и Нарвской операций Ленинградского фронта совершил 148 боевых вылетов на сопровождение бомбардировщиков, штурмовку войск противника и его противовоздушной обороны и прикрытие своих наземных войск.
С октября 1944 года подразделения 2-го гвардейского истребительного авиационного корпуса не принимали непосредственного участия в боевых действиях, сосредоточившись на охране воздушного пространства Ленинграда и Ленинградской области. В апреле 1945 года истребительные полки корпуса, в том числе и 400-й истребительный авиационный полк, были переброшены на Дальний Восток, где начали подготовку к войне с милитаристской Японией. С 9 августа по 3 сентября 1945 года подполковник С. Е. Пономарчук на 2-м Дальневосточном фронте участвовал в разгроме Квантунской армии в ходе Советско-японской войны. После завершения Второй мировой войны С. Е. Пономарчук продолжал службу в военно-воздушных силах СССР до 1958 года. В 1950 году он окончил Высшие лётно-тактические курсы усовершенствования офицерского состава. В запас Степан Ефремович уволился в звании полковника. Жил в городе Брянске. Скончался 15 августа 1998 года. Похоронен на Советском кладбище города Брянска Российской Федерации.

## Награды
- Медаль «Золотая Звезда» (05.02.1940);
- орден Ленина (05.02.1940);
- два ордена Красного Знамени (10.04.1943; ??);
- два ордена Отечественной войны 1-й степени (22.08.1944; 06.04.1985);
- орден Красной Звезды;
- медали, в том числе:

медаль «За оборону Ленинграда» (1943).

## Память
- Имя Героя Советского Союза С. Е. Пономарчука увековечено на мемориале на авиабазе Прибылово Выборгского района Ленинградской области.

## Документы
- Общедоступный электронный банк документов «Подвиг Народа в Великой Отечественной войне 1941—1945 гг.» Дата обращения: 3 ноября 2012. Архивировано из оригинала 13 марта 2012 года.

Представление к званию Героя Советского Союза. Дата обращения: 3 ноября 2012. Архивировано 29 декабря 2012 года.
Орден Красного Знамени (наградной лист и приказ о награждении от 10.04.1943). Дата обращения: 3 ноября 2012. Архивировано 29 декабря 2012 года.
Орден Отечественной войны 1-й степени (наградной лист и приказ о награждении). Дата обращения: 3 ноября 2012. Архивировано 29 декабря 2012 года.
Орден Отечественной войны 1-й степени (информация из карточки награждённого к 40-летию Победы. Дата обращения: 3 ноября 2012. Архивировано 29 декабря 2012 года.